# HMS Hermes (1919)
HMS Hermes – brytyjski lotniskowiec, w służbie w latach 1924–1942. Był pierwszym okrętem na świecie zaprojektowanym i zbudowanym specjalnie jako lotniskowiec. Był to 9. brytyjski okręt noszący tę nazwę. Został zatopiony przez samoloty japońskie na Oceanie Indyjskim 9 kwietnia 1942 roku, podczas II wojny światowej.

## Budowa
Po pierwszych udanych próbach z lotniskowcami przebudowanymi z innych okrętów, Brytyjczycy postanowili budować kolejne jednostki tej klasy. Powstały na przełomie 1917–1918 roku brytyjski program budowy okrętów lotniczych zakładał zbudowanie dwóch oceanicznych lotniskowców. Wstępnie zatwierdzono projekt okrętu z 1917 roku, z dziobem podwyższonym do wysokości pokładu lotniczego, dwiema symetrycznie umieszczonymi wąskimi nadbudówkami na burtach (z prześwitem między nimi 14 metrów) i uzbrojonym w sześć dział kalibru 102 mm. Dodatkowo okręt miał być wyposażony w oryginalną katapultę obrotową umożliwiającą start samolotów nawet przy dużym kołysaniu okrętu oraz zanurzoną platformę na rufie do podnoszenia z wody wodnosamolotów. Projekt lotniskowca podlegał jednak jeszcze dużym zmianom.
Na tydzień przed ostatecznym zatwierdzeniem projektu (17 stycznia 1918), na specjalnej konferencji 8 stycznia 1918 roku zrewidowano plany okrętu. Zrezygnowano z kontrowersyjnej katapulty i platformy dla wodnosamolotów, znacznie poszerzono (z 21,3 do 27,43 m) pokład lotniczy i nieco go przedłużono. Następnie, w 1920 roku zdecydowano się na zastosowanie pojedynczej, prawoburtowej nadbudówki, zdecydowanie powiększając powierzchnię pokładu lotniczego i ułatwiając operacje lotnicze. Dalsze drobniejsze ulepszenia w projekcie, jak powiększenie i przesunięcie podnośników lotniczych i zmniejszenie uzbrojenia artyleryjskiego, wprowadzono w 1921 roku pod wpływem doświadczeń z lotniskowca HMS „Eagle”.
15 stycznia 1918 roku położono stępkę okrętu w stoczni Armstrong Whitworth w Elswick (Newcastle upon Tyne. Kadłub wodowano 11 września 1919 roku, po czym, z uwagi na zamknięcie stoczni w Elswick, od stycznia 1920 roku kontynuowano prace w stoczni HM Dockyard Devonport w Plymouth. Prace ukończono jesienią 1923 roku, po czym prowadzono próby okrętu i 19 lutego 1924 roku rozpoczął on służbę w Royal Navy.

## Opis konstrukcji

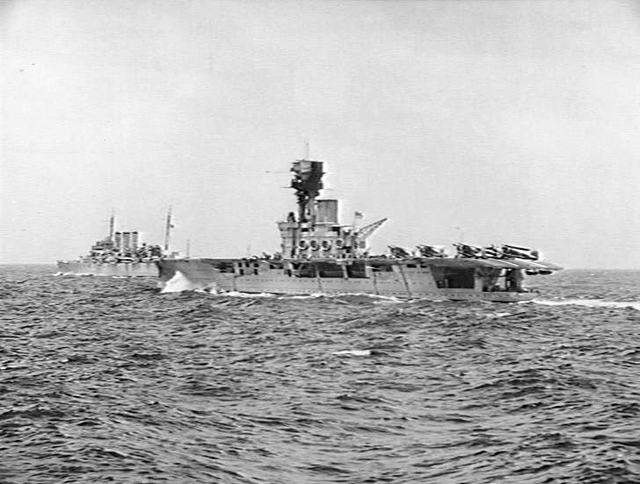
HMS „Hermes” eskortujący konwój z Freetown do rzeki Clyde razem z krążownikiem HMS „Dorsetshire” (9 czerwca 1940 roku)

„Hermes” jako jeden z pierwszych wprowadził klasyczną architekturę dla lotniskowców: z płaskim pokładem lotniczym nad całym kadłubem, nieco wystającym miejscami nad obrys kadłuba oraz z wąską, dość dużą nadbudówką na prawej burcie, mieszczącą m.in. pomost bojowy i szeroki komin. Nad nadbudówką umieszczony był charakterystyczny trójnożny maszt z rozbudowanym masywnym stanowiskiem kierowania ogniem na szczycie. Za nadbudówką znajdował się dźwig. Pokład lotniczy miał maksymalnie szerokość 27,43 m. Nietypową cechą jak na lotniskowiec był ostrołukowy obrys pokładu lotniczego na dziobie, na rufie kończył się on prostopadle do osi okrętu. Podobnie, jak na innych lotniskowcach aż do końca II wojny światowej, start samolotów odbywał się z przedniej części pokładu, a lądowanie w części rufowej. Okręt nie był wyposażony w katapultę startową, w II połowie lat 30. otrzymał aerofiniszery na pokładzie do lądowania. W osi poprzecznej pokładu były dwa podnośniki samolotów z hangaru, o kształcie litery „T”, w celu możliwości podnoszenia samolotów z rozłożonymi skrzydłami. Przedni podnośnik umieszczony był w części dziobowej, tuż przed nadbudówką, a tylny – blisko rufy. Okręt miał ciągłe burty sięgające wysokością do pokładu lotniczego (posiadające wycięcia na działa i łodzie ratunkowe na śródokręciu), z wyjątkiem samej rufy, gdzie pokład lotniczy spoczywał na wspornikach. Hangar umieszczony pod pokładem lotniczym był otwarty w kierunku rufy, gdzie znajdował się rufowy podnośnik, co ułatwiało podnoszenie wodnosamolotów z wody na pokład rufowy. Pokład lotniczy był integralnym elementem konstrukcyjnym kadłuba. Wadą okrętu, wynikającą z niewielkich rozmiarów, był stosunkowo niewielki hangar, którego szerokość była w dodatku mniejsza od szerokości kadłuba, co ograniczało liczby zabieranych samolotów. Nietypowe dla lotniskowców było to iż, okręt miał opancerzenie w postaci pasa burtowego na linii wodnej grubości 38 do 76 mm oraz wewnętrznego pokładu pancernego 25 mm.
Uzbrojenie artyleryjskie stanowiło 6 dział 140 mm w stanowiskach po 3 na burtach, pod pokładem lotniczym, z ograniczonym polem ostrzału na burty. Zrezygnowano natomiast z planowanego siódmego działa na pokładzie rufowym, z ostrzałem w kierunku rufy. Uzbrojenie przeciwlotnicze stanowiły początkowo 4 pojedyncze działa przeciwlotnicze 102 mm na prawej burcie, przed i za nadbudówką. W 1927 roku usunięto jednak ostatnie działo, gdyż utrudniało operacje lotnicze. Po niewielkich zmianach lekkiego uzbrojenia przeciwlotniczego, od 1932 roku okręt miał nadto dwa poczwórne wkm-y plot. 12,7 mm Vickers. W 1939 roku zamierzano zamienić uzbrojenie przeciwlotnicze na dwa podwójne stanowiska armat 102 mm Mk XIX i dwa ośmiolufowe działka 40 mm pom-pom, lecz nie wykonano tego z uwagi na wybuch wojny i okręt pozostał z uzbrojeniem przeciwlotniczym zupełnie nieadekwatnym do zwalczania szybkich samolotów. Otrzymał jedynie kilka pojedynczych działek 20 mm Oerlikon.

## Służba

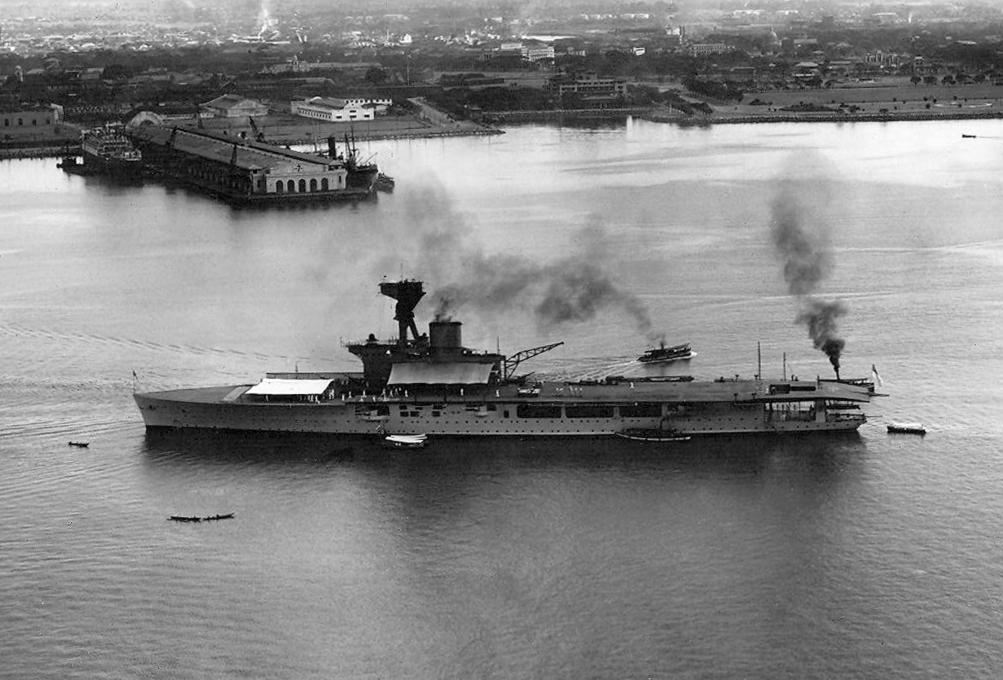
„Hermes” sfotografowany w Manilii w 1928 roku

Po wejściu do służby w 1924 roku, okręt przez pewien czas służył jeszcze do prób różnych rozwiązań konstrukcyjnych. W lipcu 1925 roku został skierowany na wody chińskie z uwagi na kryzys polityczny w regionie. Powrócił na Atlantyk, po czym ponownie w 1927 roku skierowany na Daleki Wschód. Jego samoloty i wodnosamoloty operowały w rejonie Szanghaju i Hongkongu, m.in. w akcjach przeciw piractwu. W listopadzie 1931 roku brał udział w akcji ratowania statków podczas sztormu, ratując załogę japońskiego SS „Ryujin Maru”.
W latach 1932–1933 okręt poddano modernizacji w Wielkiej Brytanii, m.in. montując drugi podnośnik lotniczy. Liczbę samolotów ograniczono z 20 do 15. Okręt powrócił do służby 1 listopada 1934 roku, po czym znowu skierowano na wody chińskie. W 1937 roku lotniskowiec powrócił do Wielkiej Brytanii, po czym 11 czerwca 1937 roku wycofano go do rezerwy w Devonport. Służył następnie do szkolenia.
Po wybuchu II wojny światowej okręt w 1939 roku przywrócono do służby czynnej. 14 października 1939 roku przydzielono go do zespołu N (Force N) poszukującego niemieckiego rajdera „Admiral Graf Spee” na zachodnim Oceanie Indyjskim. Od listopada 1939 prowadził służbę patrolową na Atlantyku i Morzu Śródziemnym, bazując m.in. w Dakarze. 8 lipca 1940 roku w ramach operacji Catapult mającej na celu neutralizację francuskiej floty, motorówka z „Hermesa” podeszła pod francuski pancernik „Richelieu” w porcie w Dakarze i zrzuciła obok kilka bomb głębinowych, które jednak z powodu małej głębokości nie wybuchły. O świcie 8 lipca pancernik jednak został zaatakowany przez 6 samolotów torpedowych Swordfish z „Hermesa”. Jedna z torped wybuchła pod rufą, powodując spore uszkodzenia (być może wybuchły także bomby głębinowe), uniemożliwiające aktywne wykorzystanie bojowe okrętu przez najbliższe dwa lata.
10 lipca 1940 roku „Hermes” odniósł poważne uszkodzenia dziobu w kolizji z krążownikiem pomocniczym „Corfu” podczas sztormu. Po prowizorycznych naprawach we Freetown, remont w Simon’s Town w Afryce Południowej trwał do października 1940 roku. Następnie pomiędzy październikiem a listopadem 1940 roku lotniskowiec brał udział w poszukiwaniach niemieckiego rajdera „Admiral Scheer” na Atlantyku.
W 1941 „Hermes” przebazował na Ocean Indyjski. Brał udział w akcjach przeciw celom włoskim w Afryce Wschodniej i Somalii. Wcielony następnie w skład Floty Wschodniej (Eastern Fleet), wspierał wojska brytyjskie przeciwdziałające proniemieckiemu zamachowi stanu w Iraku.

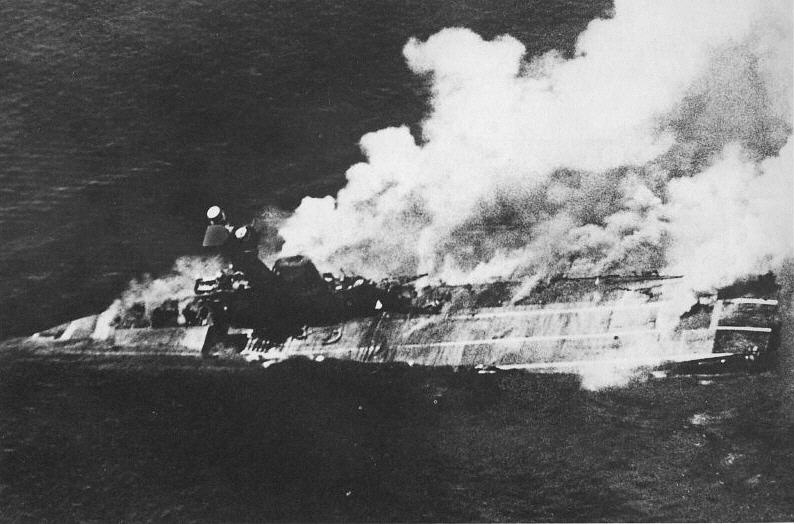
Lotniskowiec HMS „Hermes” tonący na skutek nalotu japońskiego, 9 kwietnia 1942, okolice Cejlonu

Pomiędzy 2 a 4 kwietnia 1942 roku okręt bazował w Trincomalee na Cejlonie, przygotowując się do operacji desantowej na Madagaskar, lecz następnie wyszedł w morze na skutek doniesień o obecności floty japońskiej, dokonującej rajdu na Ocean Indyjski. 9 kwietnia 1942 „Hermes” z niszczycielem „Vampire” został wykryty 65 mil morskich na południe od Trincomalee przez japońskie samoloty, po czym zaatakowany przez ok. 50 samolotów z lotniskowców „Akagi”, „Hiryū” i „Sōryū”, podczas gdy nie miał na swoim pokładzie żadnych własnych samolotów oraz możliwości powiadomienia o ataku. Trafiony około 40 bombami bombowców nurkujących, okręt zatonął na pozycji 7°45′N 81°48′E/7,750000 81,800000. Zginęło 307 członków załogi, w tym 19 oficerów, z dowódcą komandorem R. Onslowem.

## Historia
- koniec 1923 roku – wykończenie okrętu i przeprowadzenie prób morskich
- 19 lutego 1924 roku – wejście do służby w Royal Navy
- 14 października 1939 roku – udział w zespole Force N – siłach poszukujących niemieckiego rajdera „Admiral Graf Spee”
- 8–9 lipca 1940 roku – operacja Catapult – atak na francuski pancernik „Richelieu” w porcie Dakar
- 10 lipca 1940 roku – kolizja z krążownikiem „Corfu” – „Hermes” odniósł poważne uszkodzenia dziobu
- 9 kwietnia 1942 roku – zatopienie okrętu w okolicy Cejlonu przez japońskie samoloty z lotniskowców „Akagi”, „Hiryū” i „Sōryū” podczas japońskiego rajdu na Ocean Indyjski

## Grupa lotnicza
- od 3 czerwca 1925: Parnall Panther (sam. rozpoznawcze) i Fairey Flycatcher (myśliwce) – 403. Eskadra FAA
- od 15 grudnia 1927: Fairey III (sam. rozpoznawcze) i Fairey Flycatcher (myśliwce) – 404., 442. i 403. Eskadry FAA, później 440., 442. i 403. Eskadry FAA
- od 1 listopada 1934: Hawker Osprey (myśliwce) i Fairey Seal (sam. rozp.) – 803. i 824. Dywizjony FAA
- od 1939: Fairey Swordfish (sam. torpedowo-bombowe) – 814. Dywizjon FAA